# Nitrato de cobre (II)
El nitrato de cobre (II), nitrato cúprico o nitrato de cobre, es un compuesto químico inorgánico de fórmula química Cu(NO3)2. Comúnmente referido como nitrato de cobre, se presenta como un sólido cristalino de color azul en forma anhidra. Las formas hidratadas de nitrato de cobre, también azules, son comúnmente utilizadas en laboratorios escolares para demostrar reacciones de células voltaicas. El número romano (II) indica que el cobre está en el estado de oxidación +2.

## Propiedades

### Propiedades físicas
El nitrato cúprico se obtiene cristalizado en paralelepípedos oblongos, azules, de sabor metálico.

### Propiedades químicas
Calentado en recipientes cerrados se funde transformándose en nitrato básico, verde luminoso y luego se degrada completamente en óxido cúprico. Es delicuescente y más soluble en agua que en sulfato.

## Síntesis química
El nitrato de cobre (II) se forma cuando el cobre metálico es tratado con óxido de nitrógeno (IV):
Cu + 2 N2O4 → Cu(NO3)2 + 2 NO
El nitrato de cobre hidratado puede ser preparado por hidrólisis del material anhidro o tratando el cobre metálico con una solución acuosa de ácido nítrico diluido en nitrato de plata:
Cu + 4 HNO3 → Cu(NO3)2 + 2 H2O + 2 NO2
Cu + 2 AgNO3 → Cu(NO3)2 + 2 Ag
El nitrato de cobre puede ser utilizado para generar ácido nítrico por calentamiento hasta su descomposición y pasando los gases resultantes directamente en agua. Este procedimiento es similar a la etapa final el proceso de Ostwald. Las ecuaciones son las siguientes:
2 Cu(NO3)2 → 2 CuO + 4 NO2 + O2
3 NO2 + H2O → 2 HNO3 + NO
También es de interés la reacción:
8 HNO3 + 3 Cu → 3 Cu(NO3)2 + 4 H2O + 2 NO